# Anton Bruckner
Josef Anton Bruckner (4. září 1824, Ansfelden – 11. října 1896, Vídeň) byl rakouský hudební skladatel, varhaník a pedagog. 

## Život

### Mládí a studijní léta
Anton Bruckner se narodil 4. září 1824 v obci Ansfelden, která je dnes předměstím Lince. Byl nejstarší z dvanácti dětí.  Brucknerův dědeček byl roku 1776 jmenován učitelem v Ansfeldenu a tuto funkci zdědil v roce 1823 i Brucknerův otec Anton Bruckner starší. Učitelské povolání bylo sice špatně placené, ale na zemědělském venkově vysoce respektované. Hudba byla součástí školního života a otec se stal Antonovým prvním učitelem. Na varhany začal hrát už jako dítě. Byl velice nadaný, a to nejen hudebně. Záhy pomáhal otci při výuce spolužáků. V roce 1833 poslal otec Antona do školy v Hörschingu. Tamní učitel Johann Baptista Weiß byl hudební nadšenec a výborný varhaník. Než Bruckner dokončil školní docházku, stal se rovněž znamenitým varhaníkem. Okolo roku 1835 zkomponoval svou první známou skladbu Pange lingua, jednu ze skladeb, kterou na sklonku svého života revidoval. V té době jeho otec vážně onemocněl a syn se vrátil do Ansfeldenu, aby mu pomáhal.

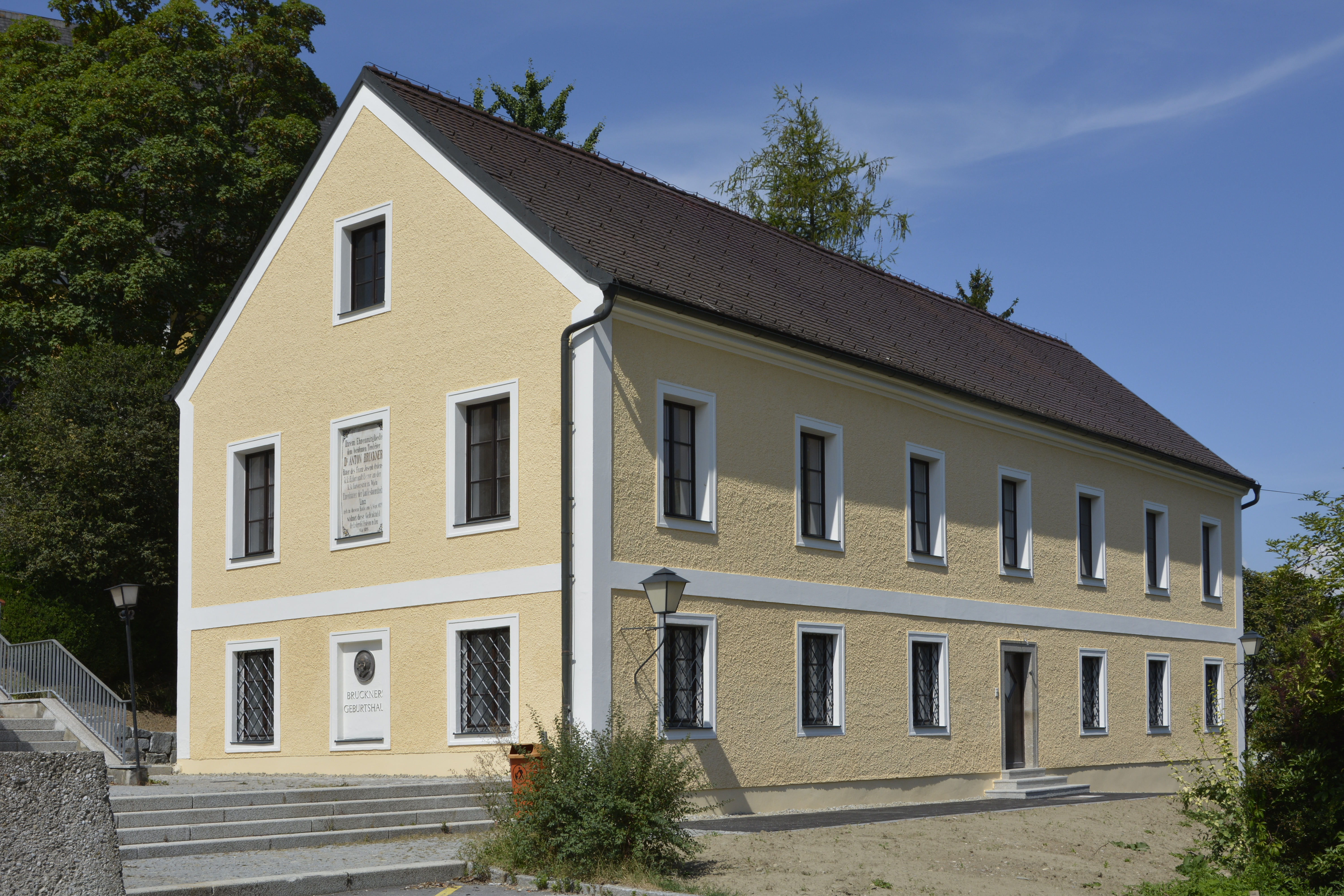
Rodný dům Antona Brucknera v Ansfelden (dnes muzeum)

Brucknerův otec zemřel v roce 1837, když bylo Antonovi 13 let. Učitelské místo včetně domu získal nový učitel a Anton byl poslán do augustiniánského kláštera v Sankt Florianu, kde sloužil jako sborista. Výuka sboristů zahrnovala také hru na housle a na varhany. Bruckner byl nadšen klášterními varhanami, které byly postaveny na konci barokní éry a rekonstruovány v roce 1837. Často hrál při bohoslužbách. Později dostaly tyto varhany označení Brucknerovy varhany. Navzdory zjevnému hudebnímu nadání poslala matka svého syna v roce 1841 do učitelského ústavu v Linci.
Školu dokončil s vynikajícím prospěchem a byl jmenován učitelským pomocníkem na škole ve Windhaagu. Životní i platové podmínky byly zoufalé. Učil předměty, které neměly s hudbou nic společného a navíc trpěl ústrky ze strany nadřízeného učitele Franze Fuchse. Bruckner si však nikdy nestěžoval. Pocit bezmocnosti a méněcennosti zůstal po celý život základním rysem jeho povahy. Prelát Michael Arneth postřehl neutěšenou situaci ve Windhaagu a přeložil Brucknera do Kronstorfu an der Enns. Tam měl Bruckner mnohem více příležitosti rozvinout své hudební vlohy. V letech 1843–1845 byl žákem skladatele Leopolda von Zenetti v blízkém Ennsu.  Z této doby pocházejí tři  Brucknerovy  sborové mše, a to Windhaagská mše (malá mše pro altový hlas, dva lesní rohy a varhany) a dvě missae breves (a cappella): Kronstorfská mše a mše na Zelený čtvrtek.
V roce 1845  složil učitelské zkoušky a nastoupil jako pomocný učitel v Sankt Florianu, kde následujících deset let působil jako učitel a varhaník. Většinu tamního repertoáru tvořila díla Michaela Haydna, Johanna Georga Albrechtsbergera a Franze Josepha Aumanna. V té době také pokračoval ve spolupráci s Leopoldem von Zenetti. Postupně se vypracoval z učitele v profesionálního hudebníka.  Napsal své první skladby zásadního významu, jako je Requiem (1848) a Missa solemnis (1854), stejně jako řadu motet a hudbu k 22. a 114. žalmu.
V roce 1855 byl Bruckner přijat za žáka vídeňského hudebního teoretika Simona Sechtera. Lekce byly obvykle poskytovány prostřednictvím dopisů. Studium u tohoto hudebníka mělo na Brucknera velký vliv. Později, když již sám vyučoval, používal Sechterovu knihu Die Grundsätze der musikalischen Komposition (Leipzig 1853/54). V roce 1855 byl jmenován novým dómským varhaníkem ve Staré katedrále v Linci. Kromě toho působil také jako varhaník ve farním kostele.  Bruckner se nyní stal profesionálním hudebníkem na plný úvazek a definitivně se vzdal své práce učitele. V roce 1860 převzal jako sbormistr vedení mužského sborového spolku Liedertafel Frohsinn, který s přestávkami zastával několik let. Pro sbor složil řadu skladeb, například Germánský průvod. 
Po roce 1861 se dále vzdělával v oboru volné kompozice  u Otto Kitzlera, dirigenta a skladatele, který v letech 1865 až 1902 působil jako kapelník v brněnském městském divadle Reduta. Kitzler byl o devět let mladší a Brucknera zasvětil do díla Richarda Wagnera. Svá díla z té doby komponovaná v letech 1862-1863 (Symfonie f-moll, Pochod d-moll a Ouverturu g-moll) považoval sám Bruckner za školní cvičení vypracovaná pod dohledem Otto Kitzlera. Studoval tak až do svých čtyřiceti let. Koncertní a skladatelský debut si  odbyl v květnu roku 1861, kdy řídil své Ave Maria.  V letech 1864 až 1868 vznikla první mistrovská díla skladatele Brucknera: tři velké mše d moll, e moll a f moll a také  Symfonií č. 1 c moll. 

### Vrcholné období

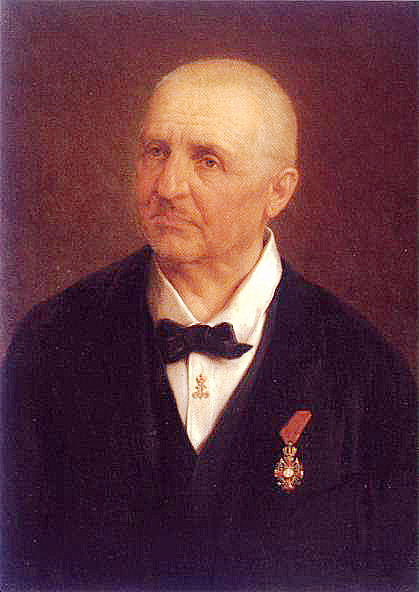
Anton Bruckner s řádem císaře Františka Josefa I. (portrét od Josefa Bücheho)

Léta 1861 až 1868 trávil střídavě mezi Vídní a Sankt Florianem. Po smrti Šimona Sechtera v roce 1868 přijal Bruckner jeho místo profesora varhanní hry a kontrapunktu na vídeňské konzervatoři a byl jmenován dvorním varhaníkem. Čtyři  roky také vyučoval na dívčím učitelském ústavu hru na klavír. Od roku 1876 učil na vídeňské univerzitě harmonii a kontrapunkt.
Jeho pobyt ve Vídni nebyl šťastný. Bruckner se stal do jisté míry obětí sporu mezi přívrženci Brahmse a „wagneriány“, který hýbal hudební Vídní. Protože i zde se hlásil k „nedostižnému mistru“ Richardovi Wagnerovi, stal se předmětem útoku vídeňských „antiwagneriánů“, jimž ve své prostotě nedovedl čelit. Již  Symfonie č. 2 c moll, která byla premiérována Vídeňskými filharmoniky v roce 1873 pod vedením skladatele, vzbudila nelibost hudebních kritiků. Největší kritiku vyvolala jeho Třetí symfonie, věnovaná Wagnerovi, uvedená v roce 1877. Odsuzovali ho i příznivci Wagnera, neboť namísto programní hudby a hudebních dramat komponoval symfonie, které navíc všechny měly klasickou strukturu čtyř vět. Všeobecného uznání se skladateli dostalo až v jeho šedesáti letech po premiéře Sedmé symfonie v roce 1884 v Lipsku. V roce 1886 obdržel  od císaře Františka Josefa I. rytířský kříž  Řádu Františka Josefa.
Jako velký Wagnerův obdivovatel několikrát navštívil představení jeho oper v Bayreuthu, naposledy se setkali v roce 1882 na premiéře Parsifala.

Kromě pedagogické a skladatelské práce proslul Bruckner jako vynikající varhaník. V roce 1869 koncertoval s úspěchem ve Francii a po návratu do vlasti se poprvé dočkal ocenění v Linci, kde byl jmenován čestným občanem. V roce 1871 dával šest recitálů na nové varhany v Royal Albert Hall a v Crystal Palace v Londýně.  Na jaře 1884 navštívil Bruckner ve velikonočním týdnu Prahu. Ještě před slavnostním otevřením Rudolfina kolaudoval nové varhany v koncertním sále, dále hrál na varhany v chrámu Sv. Víta, v kostele Nanebevzetí Panny Marie na Strahově a v emauzském klášteře. Ačkoliv nenapsal mnoho skladeb pro varhany, jeho varhanní improvizace mu poskytovaly témata pro symfonická díla.

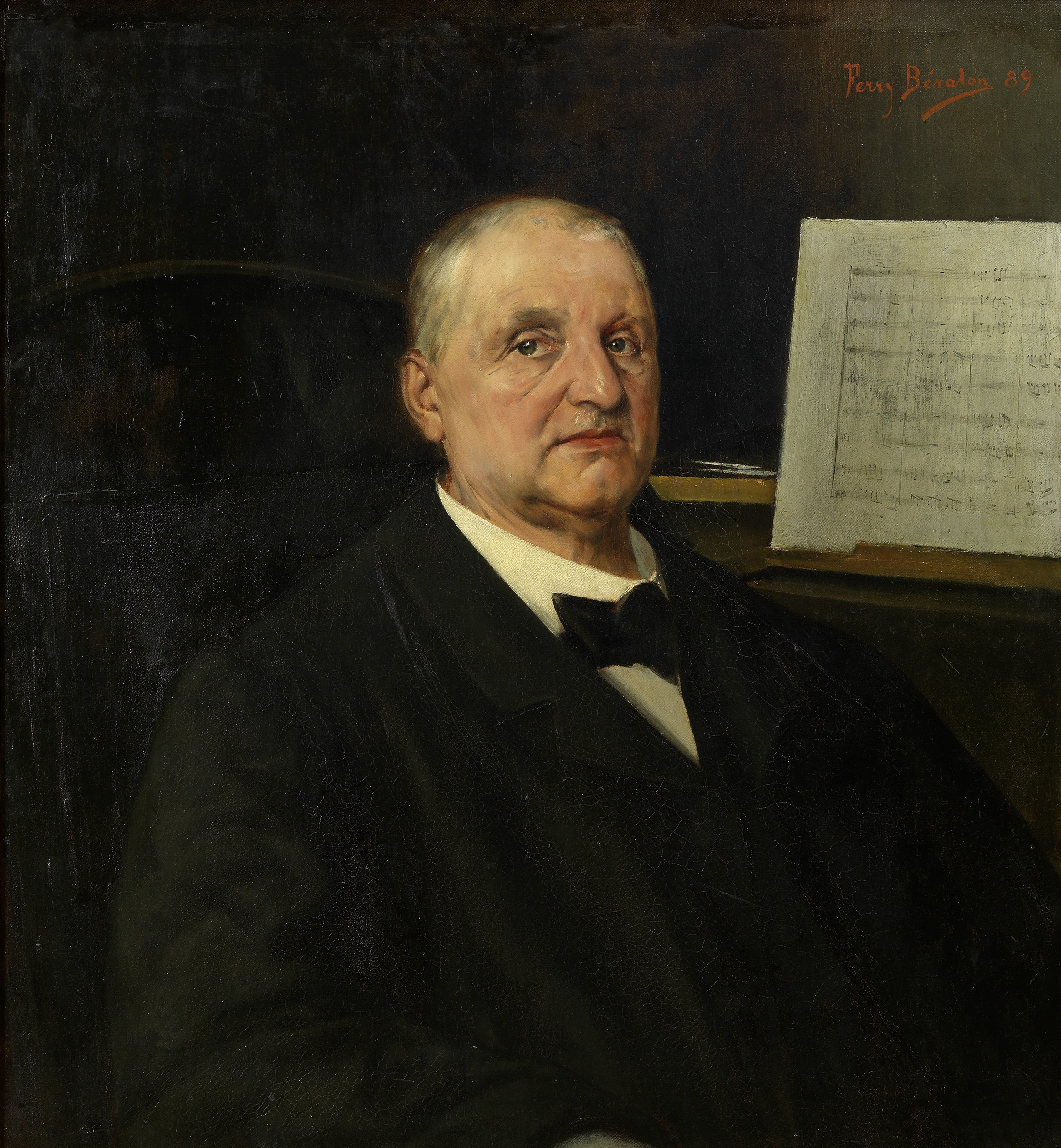
Anton Bruckner (portrét od Ferryho Bératona, 1890)

Koncem 80. let 19. století se Brucknerovo zdraví postupně zhoršovalo. Byla mu diagnostikována cukrovka a  měl problémy se srdcem. V roce 1891 se vzdal svého místa na vídeňské univerzitě a o rok později odešel do důchodu i z místa dvorního varhaníka. Náplní jeho života se stala kompozice Deváté symfonie, na které pracoval od roku 1887. Skladatel pokračoval v psaní svého díla s neúnavnou kreativitou, ale dokončeny byly pouze první tři věty, čtvrtá věta zůstala fragmentem. Nyní se mu dostalo mnoha poct, například Vídeňská univerzita mu v roce 1891 udělila čestný doktorát. V roce 1895 navíc Bruckner získal od císaře privilegium nastěhovat se do bytu bez nájmu v domku kastelána v paláci Belvedere. Strávil zde poslední rok svého života. 
Zemřel ve Vídni v roce 1896 ve věku 72 let. Je pohřben v kryptě kláštera v Sankt Florianu přímo pod svými nejoblíbenějšími varhanami.
Navzdory svým úspěchům trpěl Bruckner po celý život pocity méněcennosti a hlubokým pocitem osamělosti. Na jaře 1867 upadl do těžké deprese a pět měsíců strávil v lázeňské péči.  V srpnu 1873 pobýval v Mariánských Lázních, kde dokončoval 3. symfonii. Svými současníky byl pokládán za podivína, podle pozdějších poznatků mohlo jít o projevy poruchy autistického spektra (Aspergerův syndrom).  Nikdy se neoženil. 

## Dílo
Úplný katalog skladeb Antona Brucknera (WAB) vydala rakouská muzikoložka Renate Grasberger v roce 1977. Viz Seznam skladeb Antona Brucknera.
Symfonická hudba
Bruckner je znám zejména svými symfonickými pracemi. Zkomponoval 11 symfonií (devět číslovaných) a náčrt dvanácté. Většinu z nich dokonce v několika verzích. Mimo to složil i menší symfonické skladby: Ouverturu, Symfonické preludium, pochod a 3 další menší skladby. Velkým vzorem v symfonické tvorbě mu byl Ludwig van Beethoven. 
Chrámová hudba
Vzhledem ke svému náboženskému přesvědčení a dlouhému působení v klášteře Sankt Florian zkomponoval mnoho chrámové hudby:
- 7 mší
- 2 requiem
- 5 žalmů
- Te Deum
- Magnificat
- 40 menších sborových prací (16 hymnů, 6 antifon, 6 graduale, 3 offertoria, 2 chorály, 2 elegie, 2 Libera me, litanie a 2 moteta)
- 2 aequali pro tři trombóny
- Festkantate

Komorní hudba
- Scherzo pro smyčcový kvartet
- Smyčcový kvartet s alternativním rondem
- Smyčcový kvartet s intermezzem
- 25 klavírních skladeb
- Duo pro housle a klavír
- Smyčcový kvintet F dur WAB 112 (1878/79)

Kromě toho zkomponoval 44 světských vokálních skladeb, 7 světských kantát a na 20 písní pro zpěv a klavír.